# شهرستان دوماژلیتسه
ناحیهٔ دوماژلیتسه (به چکی: Domažlice District) یک ناحیه در جمهوری چک است که در منطقه پلزن واقع شده‌است. ناحیهٔ دوماژلیتسه ۱٬۱۲۳٫۴۶ کیلومتر مربع مساحت و ۵۹٬۷۴۸ نفر جمعیت دارد.